# Pyrrhura roseifrons
Il parrocchetto capirosso (Pyrrhura roseifrons (G.R.Gray, 1859) è un uccello della famiglia Psittacidae, diffuso in Amazzonia.

## Descrizione
Questo pappagallo è lungo 21–23 cm e ha un piumaggio prevalentemente verde, con una corona di colore rosso brillante.

## Biologia

### Alimentazione
Si nutre di frutti, semi, fiori e foglie.

## Distribuzione e habitat
Questa specie popola la foresta pluviale tropicale della parte occidentale del bacino dell'Amazzonia, dalla regione del fiume Juruá, nello stato di Amazonas nel Brasile settentrionale, sino alle pianure orientali del Perù e alla Bolivia settentrionale.

## Tassonomia
Il Congresso Ornitologico Internazionale riconosce le seguenti sottospecie:
- Pyrrhura roseifrons roseifrons (G.R.Gray, 1859)
- Pyrrhura roseifrons dilutissima Arndt, 2008
- Pyrrhura roseifrons parvifrons Arndt, 2008
- Pyrrhura roseifrons peruviana Hocking, Blake & Joseph, 2002

## Conservazione
La IUCN Red List classifica Pyrrhura roseifrons come specie a rischio minimo (Least Concern).